# Fêche-l'Église
Fêche-l'Église est une commune française située dans le département du Territoire de Belfort, la région culturelle et historique de Franche-Comté et la région administrative Bourgogne-Franche-Comté. Elle est rattachée au canton de Delle. Ses habitants sont appelés les Fêchois.

## Géographie
Le village est situé entre Beaucourt et Delle, à 22 km de la préfecture de Belfort et à une altitude moyenne de 370 m.

### Climat
Pour des articles plus généraux, voir Climat de la Bourgogne-Franche-Comté et Climat du Territoire de Belfort.
En 2010, le climat de la commune est de type climat de montagne, selon une étude du Centre national de la recherche scientifique s'appuyant sur une série de données couvrant la période 1971-2000. En 2020, Météo-France publie une typologie des climats de la France métropolitaine dans laquelle la commune est dans une zone de transition entre le climat semi-continental et le climat de montagne et est dans la région climatique  Vosges, caractérisée par une pluviométrie très élevée (1 500 à 2 000 mm/an) en toutes saisons et un hiver rude (moins de 1 °C). 
Pour la période 1971-2000, la température annuelle moyenne est de 9,5 °C, avec une amplitude thermique annuelle de 17,4 °C. Le cumul annuel moyen de précipitations est de 1 174 mm, avec 13 jours de précipitations en janvier et 10,6 jours en juillet. Pour la période 1991-2020, la température moyenne annuelle observée sur la station météorologique de Météo-France la plus proche, « Saint-Dizier-l'Évêque_sapc », sur la commune de Saint-Dizier-l'Évêque à 4 km à vol d'oiseau, est de 10,1 °C et le cumul annuel moyen de précipitations est de 1 099,4 mm. 
La température maximale relevée sur cette station est de 37 °C, atteinte le 13 août 2003 ; la température minimale est de −17,4 °C, atteinte le 20 décembre 2009,,. 
Les paramètres climatiques de la commune ont été estimés pour le milieu du siècle (2041-2070) selon différents scénarios d'émission de gaz à effet de serre à partir des nouvelles projections climatiques de référence DRIAS-2020. Ils sont consultables sur un site dédié publié par Météo-France en novembre 2022.

## Urbanisme

### Typologie
Au 1er janvier 2024, Fêche-l'Église est catégorisée petite ville, selon la nouvelle grille communale de densité à sept niveaux définie par l'Insee en 2022.
Elle est située hors unité urbaine. Par ailleurs la commune fait partie de l'aire d'attraction de Montbéliard, dont elle est une commune de la couronne,. Cette aire, qui regroupe 137 communes, est catégorisée dans les aires de 50 000 à moins de 200 000 habitants,.

### Occupation des sols
L'occupation des sols de la commune, telle qu'elle ressort de la base de données européenne d’occupation biophysique des sols Corine Land Cover (CLC), est marquée par l'importance des forêts et milieux semi-naturels (44,5 % en 2018), une proportion sensiblement équivalente à celle de 1990 (44,7 %). La répartition détaillée en 2018 est la suivante : 
forêts (44,5 %), terres arables (38,9 %), zones urbanisées (12 %), zones agricoles hétérogènes (4,2 %), zones industrielles ou commerciales et réseaux de communication (0,4 %). L'évolution de l’occupation des sols de la commune et de ses infrastructures peut être observée sur les différentes représentations cartographiques du territoire : la carte de Cassini (XVIIIe siècle), la carte d'état-major (1820-1866) et les cartes ou photos aériennes de l'IGN pour la période actuelle (1950 à aujourd'hui).

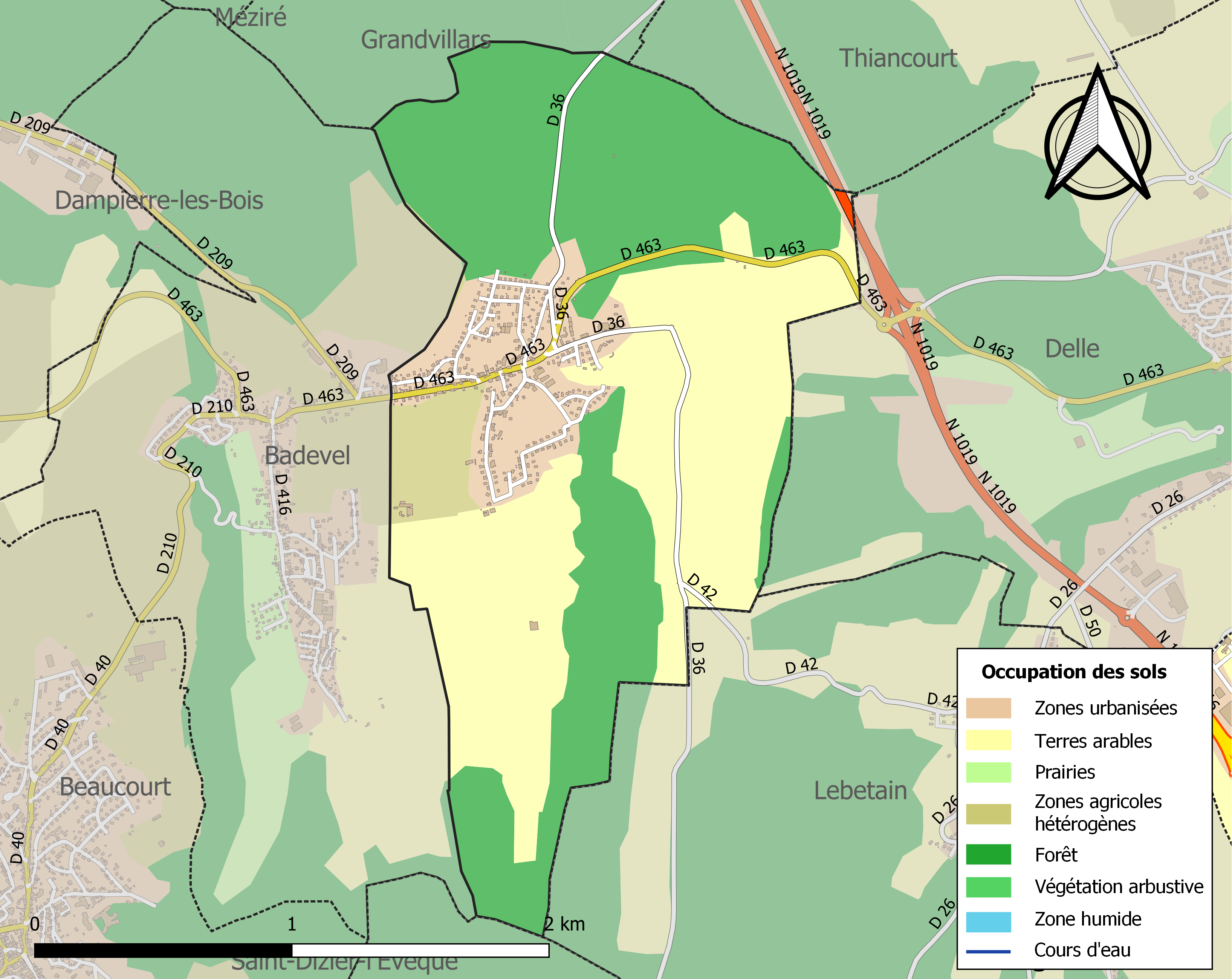
Carte des infrastructures et de l'occupation des sols de la commune en 2018 (CLC).

## Toponymie
Le nom de la localité est attesté sous les formes In dem dorf ze Witz en 1303, Fische en 1333, Vesche en 1394, Velsch en 1576, Fesche l'Église en 1793, Fêche-l'Église en 1801.

## Histoire

### Faits historiques
À l'époque gallo-romaine, l'emplacement actuel du village était traversé par la voie romaine reliant Mandeure et Augst (Augusta Rauricorum) en Alsace. Bien avant les Romains, au Mésolithique, le site avait été occupé par l'homme préhistorique. On trouve la mention la plus ancienne du nom de Fêche, à savoir Witz à cette occasion, dans un état des possessions du duc d'Autriche établi en 1303. Le village possédait déjà une église à cette époque. Comme Beaucourt, Fêche (ou Fesche) est située alors à la limite du comté de Montbéliard et de celui de Ferrette mais dépendait du diocèse de Bâle et de la mairie de Saint-Dizier-l'Évêque. Avant la guerre de Trente Ans existait entre Fêche-l'Église et Badevel un village appelé Fesche-Moulin, dont il ne reste que le souvenir. Après le rattachement du village à la France en 1648, du minerai de fer était extrait du sous-sol de la commune.
Au cours du XIXe siècle, la population du village a été multipliée par trois à cause du développement de l'industrie. Elle était de 347 habitants en 1999.

### Héraldique
| Armes de Fêche-l'Église | Les armes peuvent se blasonner ainsi : d'azur au coq d'or, crêté, barbé et membré de gueules, accompagné de trois écussons d'argent. |

## Politique et administration

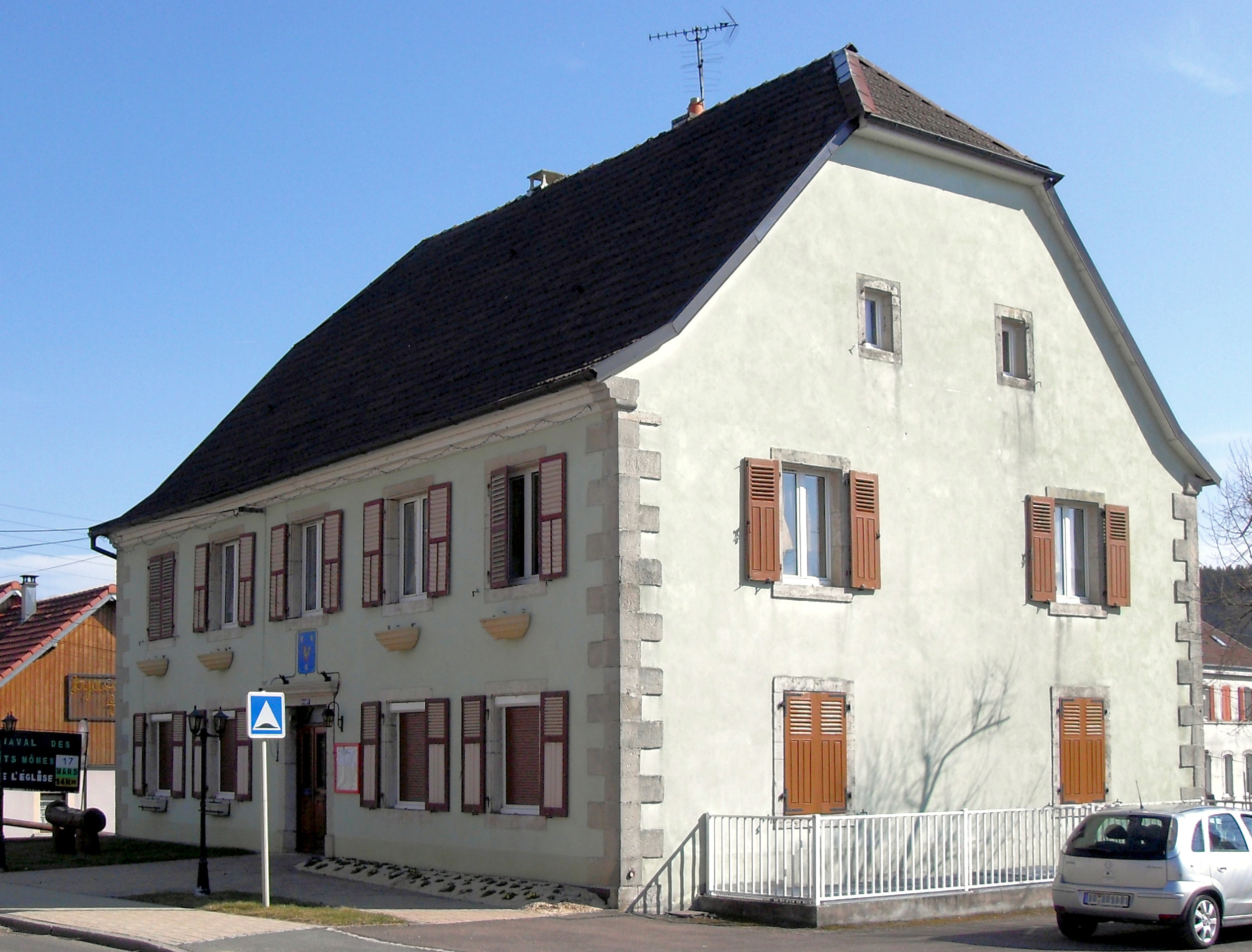
La mairie.

| Période                                  | Période  | Identité        | Étiquette | Qualité |
| ---------------------------------------- | -------- | --------------- | --------- | ------- |
| Les données manquantes sont à compléter. |          |                 |           |         |
| mars 2008                                | En cours | Thierry Marcjan |           |         |

## Population et société

### Démographie
L'évolution du nombre d'habitants est connue à travers les recensements de la population effectués dans la commune depuis 1793. Pour les communes de moins de 10 000 habitants, une enquête de recensement portant sur toute la population est réalisée tous les cinq ans, les populations de référence des années intermédiaires étant quant à elles estimées par interpolation ou extrapolation. Pour la commune, le premier recensement exhaustif entrant dans le cadre du nouveau dispositif a été réalisé en 2007.

En 2022, la commune comptait 721 habitants, en évolution de −7,56 % par rapport à 2016 (Territoire de Belfort : −2,78 %, France hors Mayotte : +2,11 %).
| 1793 | 1800 | 1806 | 1821 | 1831 | 1836 | 1841 | 1846 | 1851 |
| ---- | ---- | ---- | ---- | ---- | ---- | ---- | ---- | ---- |
| 182  | 185  | 173  | 185  | 271  | 304  | 296  | 375  | 396  |

| 1856 | 1861 | 1866 | 1872 | 1876 | 1881 | 1886 | 1891 | 1896 |
| ---- | ---- | ---- | ---- | ---- | ---- | ---- | ---- | ---- |
| 355  | 377  | 410  | 425  | 486  | 468  | 438  | 443  | 474  |

| 1901 | 1906 | 1911 | 1921 | 1926 | 1931 | 1936 | 1946 | 1954 |
| ---- | ---- | ---- | ---- | ---- | ---- | ---- | ---- | ---- |
| 443  | 417  | 410  | 377  | 330  | 291  | 285  | 273  | 282  |

| 1962 | 1968 | 1975 | 1982 | 1990 | 1999 | 2006 | 2007 | 2012 |
| ---- | ---- | ---- | ---- | ---- | ---- | ---- | ---- | ---- |
| 365  | 412  | 637  | 789  | 764  | 787  | 770  | 767  | 795  |

| 2017 | 2022 | - | - | - | - | - | - | - |
| ---- | ---- | - | - | - | - | - | - | - |
| 768  | 721  | - | - | - | - | - | - | - |

### Personnalités liées à la commune
- Pierre Biétry (1872 - 1918), syndicaliste et homme politique français, né à Fêche-l'Église.

## Culture locale et patrimoine

### Lieux et monuments
|  |

## Pour approfondir